# Alle Farben
Frans Zimmer (Berlín, 5 de junio de 1985), más conocido por su nombre artístico Alle Farben (Todos los colores en alemán) es un DJ y productor musical alemán. Desde 2014 Zimmer es miembro del sello discográfico Guesstimate/b1 Recordings y de la editorial Budde Music.